# Nati con la camicia
Nati con la camicia è un film del 1983 diretto da E.B. Clucher (Enzo Barboni) ed è il tredicesimo dei sedici film interpretati dalla coppia Bud Spencer e Terence Hill. Fu l'ultimo film in cui Terence Hill venne doppiato da Pino Locchi, sostituito successivamente da Michele Gammino.

## Trama
Roscoe Fraker, un ventriloquo vagabondo, e Doug O'Riordan, un ex detenuto appena scarcerato, conosciutisi per caso in un bar nel corso di una rissa, per un equivoco - mentre si trovano a bordo di un aereo in partenza per Miami - vengono scambiati per Mason e Steinberg, due agenti della CIA di altissimo livello. Costretti dalla situazione, ed allettati dalla prospettiva di una doppia vita da milionari, i due accettano di stare al gioco e di indagare per conto della CIA su K1, un megalomane che vuole dominare il mondo. Creduti agenti dagli uomini di K1, Doug e Roscoe scampano a due spietati quanto improbabili attentati, riuscendo sempre a smascherare gli scagnozzi del malvagio super-boss.
Dopo altre surreali peripezie, Roscoe e Doug individuano infine il quartier generale di K1: una nave dove il super-ricercato li sta appunto attendendo. Grazie alle sue doti di ventriloquo, Roscoe riesce però a sventare il piano criminoso di K1, che è di colpire uno Space Shuttle con un missile carico di ioni che farà dimenticare i numeri all'umanità. Infatti fa sbagliare il conto alla rovescia del missile; viene però scoperto e deve così affrontare assieme a Doug l'intera banda di K1 in un'ultima rocambolesca scazzottata. Mentre i due riescono a scappare dalla nave, K1 e tutti i suoi compari vengono arrestati. Il successo della missione li porterà ad avere un incontro riservato con il Presidente degli Stati Uniti d'America. 

## Produzione
Per le scene dell'albergo, dove alloggiano i protagonisti, venne scelta come luogo il lussuoso Fontainebleau Hilton Resort di Miami Beach, Florida. Per le scene della scazzottata e dell'annaffiata dell'orca, venne invece scelto il Miami Seaquarium.
La nave su cui si svolgono le scene finali è la Carnivale della Carnival Cruise Line. La nave fu costruita in Scozia nel 1955 come RMS Empress of Britain e operò a lungo come transatlantico per una compagnia canadese, prima di essere venduta nel 1975 per fare servizio crocieristico. Sulla stessa nave vennero inoltre girate alcune scene del film Simone e Matteo - Un gioco da ragazzi, in cui i due protagonisti ricalcano fedelmente lo stile della famosa coppia. Fu demolita nel 2009.

## Promozione
I manifesti e le locandine utilizzate per promuovere il film, all'epoca della sua diffusione nelle sale cinematografiche, sono opera dell'illustratore Renato Casaro.

## Distribuzione
La pellicola è stata distribuita nelle sale cinematografiche italiane il 25 novembre 1983.

## Accoglienza

### Incassi
Il film si è classificato al 52º posto tra i primi 100 film di maggior incasso della stagione cinematografica italiana 1983-1984.